# Bargagli
Bargagli là một đô thị ở tỉnh Genova thuộc vùng Liguria, nằm ở vị trí cách khoảng 14 km về phía đông bắc của Genova. Tại thời điểm ngày 31 tháng 12 năm 2004, đô thị này có dân số 2.668 người và diện tích là 16.2 km².
Đô thị Bargagli có các frazioni (đơn vị cấp dưới, chủ yếu là thôn làng) Cisiano, Maxena, Terrusso, Traso, và Viganego.
Bargagli giáp các đô thị sau: Davagna, Genova, Lumarzo, và Sori.